# Cave diving group
 (juillet 2010).
Si vous disposez d'ouvrages ou d'articles de référence ou si vous connaissez des sites web de qualité traitant du thème abordé ici, merci de compléter l'article en donnant les références utiles à sa vérifiabilité et en les liant à la section « Notes et références ».
Pour les articles homonymes, voir CDG.
Le Cave diving group  ou CDG  est une association britannique de formation et d'organisation de plongée en grottes.
Cette association a été fondée en 1946 par Graham Balcombe, ce qui fait d'elle la plus ancienne structure de plongée du monde encore en activité.
Le CDG propose des formations, une lettre d'information quadrimestrielle, ainsi que du prêt de matériel spécifique à ses membres.
Il est constitué d'un comité central avec un président, un secrétaire, un trésorier ainsi que différents membres. Les membres sont séparés en quatre régions géographiques : Derbyshire, Northern, Somerset et Welsh. 